# Кастеллаццо-Новарезе
Кастеллаццо-Новарезе (італ. Castellazzo Novarese, п'єм. Castlasc) — муніципалітет в Італії, у регіоні П'ємонт,  провінція Новара.
Кастеллаццо-Новарезе розташоване на відстані близько 520 км на північний захід від Рима, 80 км на північний схід від Турина, 12 км на північний захід від Новари.
Населення — 335 осіб (2014).

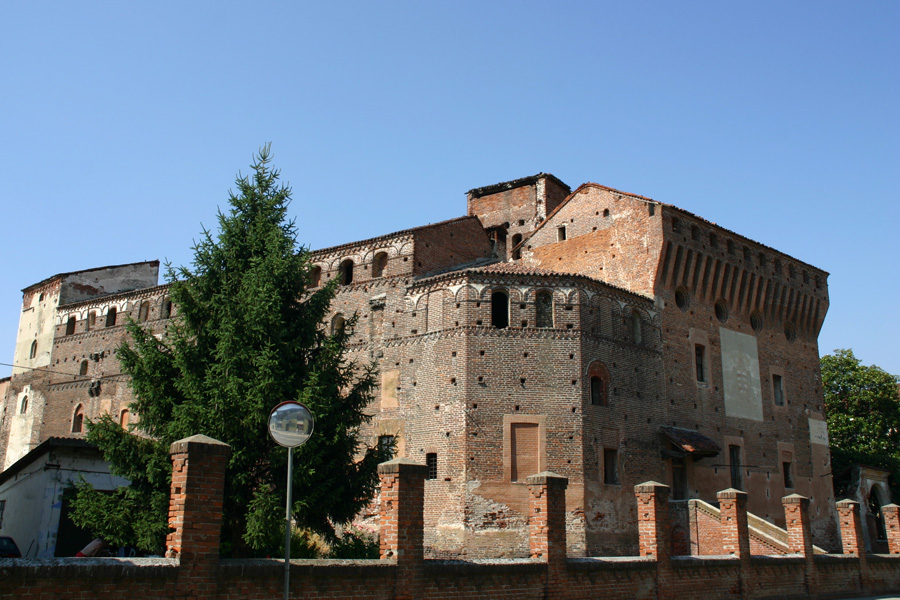

Щорічний фестиваль відбувається 9 серпня. Покровитель — San Fermo.

## Демографія
Населення за роками:

Станом на 1 січня 2023 року в муніципалітеті офіційно проживало 30 іноземців з 9 країн, серед них 5 громадян країн Євросоюзу та 2 громадяни України.

## Сусідні муніципалітети
- Бріона
- Казаледжо-Новара
- Манделло-Вітта
- Сіллавенго